# Rottelsheim
Rottelsheim je občina v departmaju Bas-Rhin francoske regije Alzacija.
Leta 1990 je v občini živelo 193 oseb oz. 81 oseb/km².